# Муртазалиев, Хаджимурад Далгатович
Хаджимурад Далгатович Муртазалиев (род. 15 июня 1981, Кеди, Дагестанская АССР) — российский борец вольного стиля, призёр Кубка мира в команде.

## Карьера
В марте 2009 года вошёл в состав сборной России на Кубок мира в Тегеран. В команде стал бронзовым призёром. В октябре 2009 года в Хасавюрте в составе сборной Дагестана стал обладателем Межконтинентального Кубка.

## Спортивные результаты
- Гран-при Иван Ярыгин 2009 — ;
- Кубок мира по борьбе 2009 (команда) — ;
- Кубок мира по борьбе 2009 — 10;
- Межконтинентальный Кубок 2009 (команда) — ;

## Личная жизнь
По национальности — аварец. Родился в селении Кеди (Цумадинский район), школу окончил в Хасавюрте. Отец Далгат Тайгибович работал мастером в одном из училищ Хасавюрта, мать — домохозяйка. Младшие братья также борцы: Махач — призёр Олимпиады 2004 года, Муса — призёр чемпионатов Европы.